# Żakczyk
Żakczyk (ukr. Жакчик) – wieś na Ukrainie, w obwodzie charkowskim, w rejonie hołowaniwskim, w hromadzie Zawalla. W 2001 liczyła 407 mieszkańców, wśród których 396 wskazało jako ojczysty język ukraiński, 10 rosyjski, a 1 mołdawski.